# Metodi Andonow
Metodi Andonow (bułg.: Методи Андонов, ur. 16 marca 1932 w Kaliszte, zm. 12 kwietnia 1974 w Sofii) – bułgarski reżyser teatralny i filmowy.
Andonow ukończył Narodową Akademię Sztuk Teatralnych i Filmowych im. „Krystjo Sarafowa” w 1955 roku. Po studiach podjął pracę jako reżyser w Teatrze Dramatycznym w Burgasie, pracował też w Teatrze Satyrycznym w Sofii. W 1968 roku zadebiutował jako reżyser filmowy w obrazie Biały pokój opartym na powieści Nikołaja Rainowa.

## Filmografia

### Reżyseria
- 1968: Biały pokój, tyt. oryg. Byalata staya
- 1971: Nie ma nic lepszego od zlej pogody, tyt. oryg. Nyama nishto po-hubavo ot loshoto vreme
- 1971: Kozi róg, tyt. oryg. Kozijat rog
- 1973: Wielka nuda, tyt. oryg. Golyamata skuka